# Мирек Тополанек
Мирек Тополанек (чеш. Mirek Topolánek; Всетин, 15. јула 1956) је чешки политичар и бивши премијер Чешке Републике.
Био је председник Владе Чешке Републике у периоду од 4. септембра 2006. до 6. маја 2009 године, након што је изгласано неповерење у парламенту крајем марта 2009. године. Био је члан и председник странке "Грађанскa демократска странка" (Občanská demokratická strana, скр. „ОДС“).